# مورلي سافر
مورلي سافر (بالإنجليزية: Morley Safer) (و. 1931 – 2016 م) هو مراسل عسكري، وصحفي، ومذيع، وكاتب من كندا، الولايات المتحدة الأمريكية . ولد في تورونتو .
توفي في مانهاتن .

## التعليم
تعلم في جامعة ويسترن أونتاريو.

## مناصب وهيئات
أدار سي بي إس نيوز، ورويترز، و60 دقيقة.

## جوائز
حصل على جوائز منها:
- جائزة بيبودي
- جائزة جورج بولك
- جائزة إيمي
- فارس وسام الفنون والآداب.

## روابط خارجية
- مورلي سافر على موقع IMDb (الإنجليزية)
- مورلي سافر على موقع إن إن دي بي (الإنجليزية)
- مورلي سافر على موقع قاعدة بيانات الفيلم (الإنجليزية)